# Proto-Berbers
Proto-Berbers is de gereconstrueerde vooroudertaal waaruit de moderne Berbertalen afstammen. Het Proto-Berbers was een Afro-Aziatische taal, en de Berbertalen die daaruit voortkwamen zijn dan ook verwant aan het Egyptisch en de Koesjitische, Semitische, Tsjadische en Omotische talen. 

## Geschiedenis

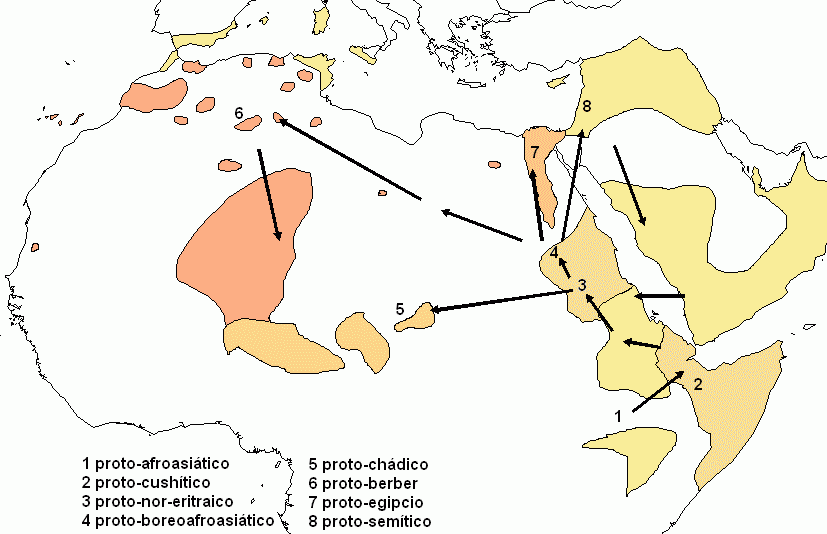
Kaart van de verspreiding van de Afro-Aziatische talen; Proto-Berbers wordt aangegeven met het cijfer "6".

Het Proto-Berbers vertoont kenmerken die het duidelijk onderscheiden van alle andere takken van het Afro-Aziatische taalgebied. Toch zijn de moderne Berbertalen relatief homogeen. Terwijl de afsplitsing van de andere bekende Afroaziatische takken zeer oud was, volgens glottochronologische studies in de orde van 10.000 tot 9.000 jaar BP, zou de opsplitsing van het Proto-Berbers zo recent kunnen zijn als 3.000 BP (1000 v.Chr.). Louali en Philippson (2003) stellen, op basis van de lexicale reconstructie van het hoeden van vee, een Proto-Berbers-1-stadium voor (PB1), ongeveer 7000 BP, en een Proto-Berbers-2-stadium (PB2) als de directe voorouder van de hedendaagse Berbertalen. 
In het 3e millennium v.Chr. verspreidden proto-Berbersprekers zich over een gebied van Egypte tot Marokko. In het laatste millennium v.Chr. ontstonden door een nieuwe expansie de Berbers die in Romeinse documenten vermeld worden. De laatste verspreiding vond plaats in het eerste millennium na Christus, toen de Toeareg, die nu over dromedarissen beschikten, naar de centrale Sahara trokken. In het verleden waren de noordelijke delen van de Sahara veel beter bewoonbaar dan nu. 
Het feit dat er in het Proto-Berbers reconstructies bestaan voor alle belangrijke soorten gedomesticeerde herkauwers, maar geen voor de dromedaris, impliceert dat de sprekers ervan vee fokten en herders waren. 
Een ander dateringssysteem is gebaseerd op onderzoek naar de verschillen die kenmerkend zijn voor de oude Semitische en Egyptische beschavingen in het 3e millennium v.Chr. Veel onderzoekers schatten dat het 4000 jaar heeft geduurd voordat de verschillen zich hadden ontwikkeld, wat ertoe leidde dat deze taalfamilie in het 8e millennium v.Chr. in zes afzonderlijke groepen (Semitisch, Egyptisch, Berbers, Koesjitisch, Tsjadisch en Omotisch) werd opgedeeld. Het Proto-Afro-Aziatische taalgebied stamt dus uit het 10e millennium. Het duurde minstens 2000 jaar voordat de verschillende takken van deze taalfamilie zich ontwikkelden.
Vanuit dat perspectief was het Proto-Berbers het eerste Berberse stadium dat zich in het 8e millennium afscheidde van het Proto-Afro-Aziatisch. Het onderging gedurende de bijna 10.000 jaar die het scheidden van zijn moderne vorm, waarin maar weinig overblijfselen bewaard zijn gebleven, meerdere malen veranderingen. 
Roger Blench (2018) suggereert dat sprekers van het Proto-Berbers zich 4.000 tot 5.000 BP vanuit de Nijlvallei naar Noord-Afrika hebben verspreid vanwege de verspreiding van het pastoralisme, en dat ze rond 2.000 BP een intense taalvervlakking hebben meegemaakt toen het Romeinse Rijk zich in Noord-Afrika uitbreidde. Hoewel het Berbers zich enkele duizenden jaren geleden van het Afro-Aziatische taalgebied heeft afgesplitst, kan het Proto-Berbers zelf pas worden gereconstrueerd tot een periode zo laat als 200 n.Chr. Blench (2018) merkt op dat het Berbers aanzienlijk verschilt van andere Afro-Aziatische takken, maar dat de hedendaagse Berbertalen een lage interne diversiteit vertonen. De aanwezigheid van Punische ontleningen in het Proto-Berbers wijst op de diversificatie van de moderne Berbertalen na de val van Carthago in 146 v.Chr.; alleen Guanche en Zenaga hebben geen Punische leenwoorden. Daarnaast wijzen Latijnse leenwoorden in het Proto-Berbers op de splitsing van het Proto-Berbers tussen 1 en 200 n.Chr. Gedurende deze periode werden Romeinse innovaties, zoals de ossenploeg, dromedarissen en boomgaardbeheer, overgenomen door Berbergemeenschappen langs de grenzen van het Romeinse Rijk. Volgens Blench resulteerde dit in een nieuwe handelscultuur waarbij gebruik werd gemaakt van een lingua franca, die Proto-Berbers werd. 
- Bibliothèque nationale de France: cb150442695 (data)
- Library of Congress Control Number: sh2006002363
- Nationale Bibliotheek van Israël: 987007549538405171